# Siarhej Astaptjuk
Siarhej Iharavitj Astaptjuk (vitryska: Сяргей Ігаравіч Астапчук; ryska: Сергей Игоревич Остапчук, Sergej Igorevitj Ostaptjuk), född 19 mars 1990 i Navapolatsk, Vitryska SSR, Sovjetunionen, död 7 september 2011 i Jaroslavl, Ryssland, var en vitrysk-rysk professionell ishockeyspelare som spelade för Lokomotiv Jaroslavl i KHL. 
Astaptjuk som var född vitryss var även rysk medborgare. Pappersstrul förhindrade spel i VM i Slovakien 2011. Han har spelat i två omgångar i de kanadensiska juniorligorna, men vände båda gångerna tillbaka till Lokomotiv Jaroslavl.

## Död
Astaptjuk var den 7 september 2011 ombord på ett passagerarflygplan som kraschade i staden Jaroslavl klockan 16:05 MSK under en flygning mellan Yaroslavl-Tunoshna Airport (IAR) och Minsk-1 International Airport (MHP). Hans lag Lokomotiv Jaroslavl var på väg till en bortamatch i Minsk. Efter att planet lyfte från flygplatsen kunde det inte nå tillräckligt hög höjd och kraschade in i en ledning innan det störtade i floden Volga.